# Luke Hansard

Luke Hansard

Luke Hansard  (* 5. Juli 1752 in Norwich; † 29. Oktober 1828) war ein englischer Buchdrucker.

## Leben
Hansard war der Sohn des Fabrikanten Thomas Hansard (1727–1769) aus Norwich. Er erlernte die Buchdruckerkunst, trat 1772 beim Parlamentsdrucker Hughes in London als Setzer ein, wurde 1799 dessen Teilhaber und übernahm 1800 das ganze Geschäft. Er starb am 29. Oktober 1828. Von 1774 bis zu seinem Tod verlegte er die Journals of the House of Commons, die Debattenprotokolle des Unterhauses.
Sein ältester Sohn, Thomas Curson Hansard (* 1776, † 14. Mai 1833), seit 1805 Besitzer einer eigenen Buchdruckerei, schrieb die noch heute in England hochgeschätzte Typographia, an historical sketch of the origin and progress of printing (London 1825). Dieselbe ist dem sogenannten Andreäschen Handbuch der Buchdruckerkunst (Frankfurt am Main 1827) zu Grunde gelegt.